# Anjuta
Anjuta — официальная интегрированная среда разработки GNOME для языков Си, C++, Vala, Java, JavaScript, Python, особенно хорошо подходит для разработки графических программ[прояснить]. В рамках Google Summer of Code 2009 в неё добавлена поддержка JavaScript. Она была написана для GTK/GNOME и включает ряд специальных средств для программирования. Среди них — средства управления проектом, мастеры приложений, встроенный интерактивный отладчик, редактор исходного кода со средствами просмотра и подсветкой синтаксиса.